# قلعة سانت فاجانس
قلعة سانت فاجانس (بالويلزية: Castell Sain Ffagan)‏ هو قصر إليزابيثي في سانت فاجانز، كارديف، ويلز، ويرجع تاريخه إلى أواخر القرن السادس عشر. تحولت أراضي القلعة الآن إلى متحف.

## تاريخ
بنيت قلعة القديس فاجانس في موقع قلعة من القرون الوسطى تعود إلى القرن الثالث عشر. وبحلول عام 1536، كانت تلك القلعة في حالة خراب. وفي عام 1563 ، بيع الموقع إلى دكتور جون جيبون. وبُني منزل في الموقع إما بواسطة جيبون أو نيكولاس هيربرت ، الذي اشترى الموقع من جيبون في عام 1586. لا يزال جزء من التحصينات الحدودية التي تعود إلى العصور الوسطى موجوداً الى الآن والذي يشكل جدارًا على شكل حرف D يلتف حول القلعة الحالية.
اشترى السير إدوارد لويس المنزل في عام 1616وفي عام 1850 بدأ استخدامه كمنزل صيفي لعائلة وندسور كلايف. وجُدد في أوائل القرن العشرين. أصبح المنزل مستشفى نقاهة للجنود خلال الحرب العالمية الأولى ، حيث تحتوي قاعة المآدب على جناح يضم 40 سريراً.
القلعة معترف بها قانونيًا كمحمية من الدرجة الأولى منذ عام 1977.

## معرض الصور

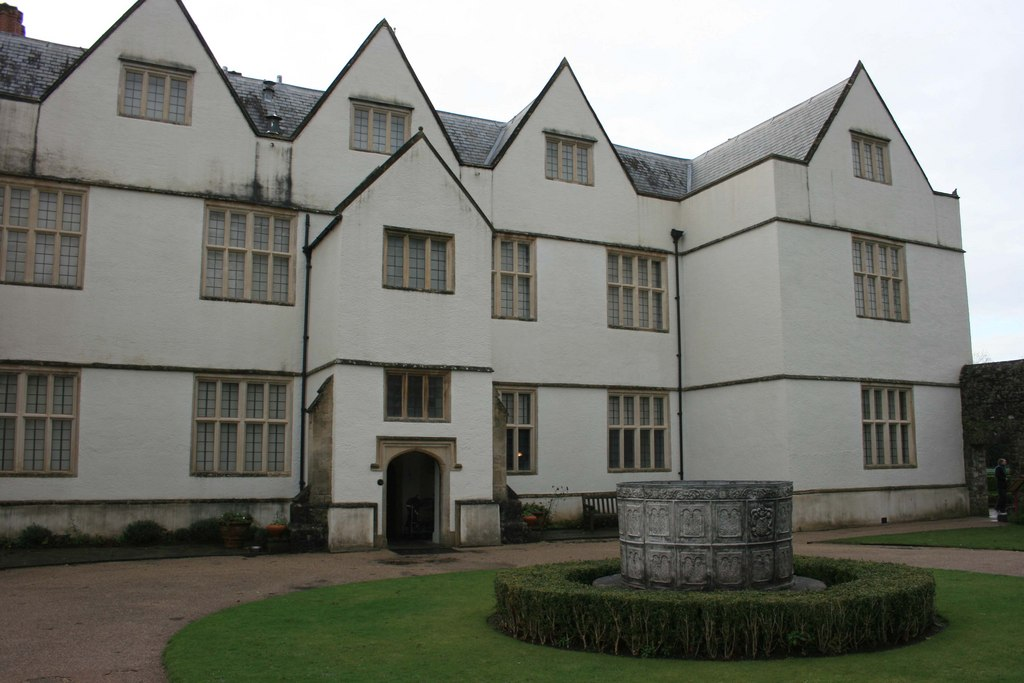
الفناء الخارجي
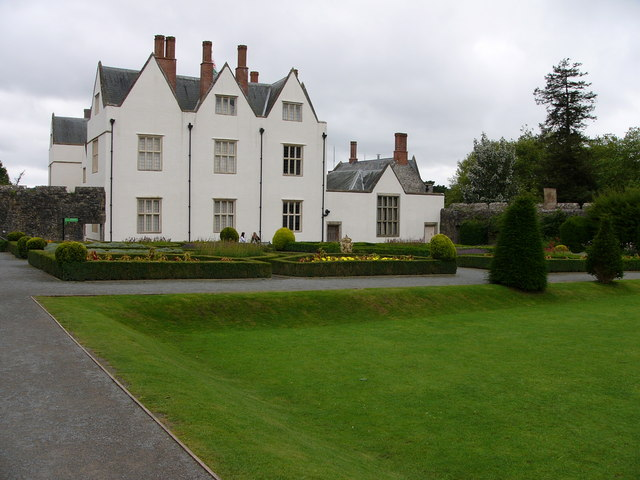
الواجهة الشمالية والحدائق
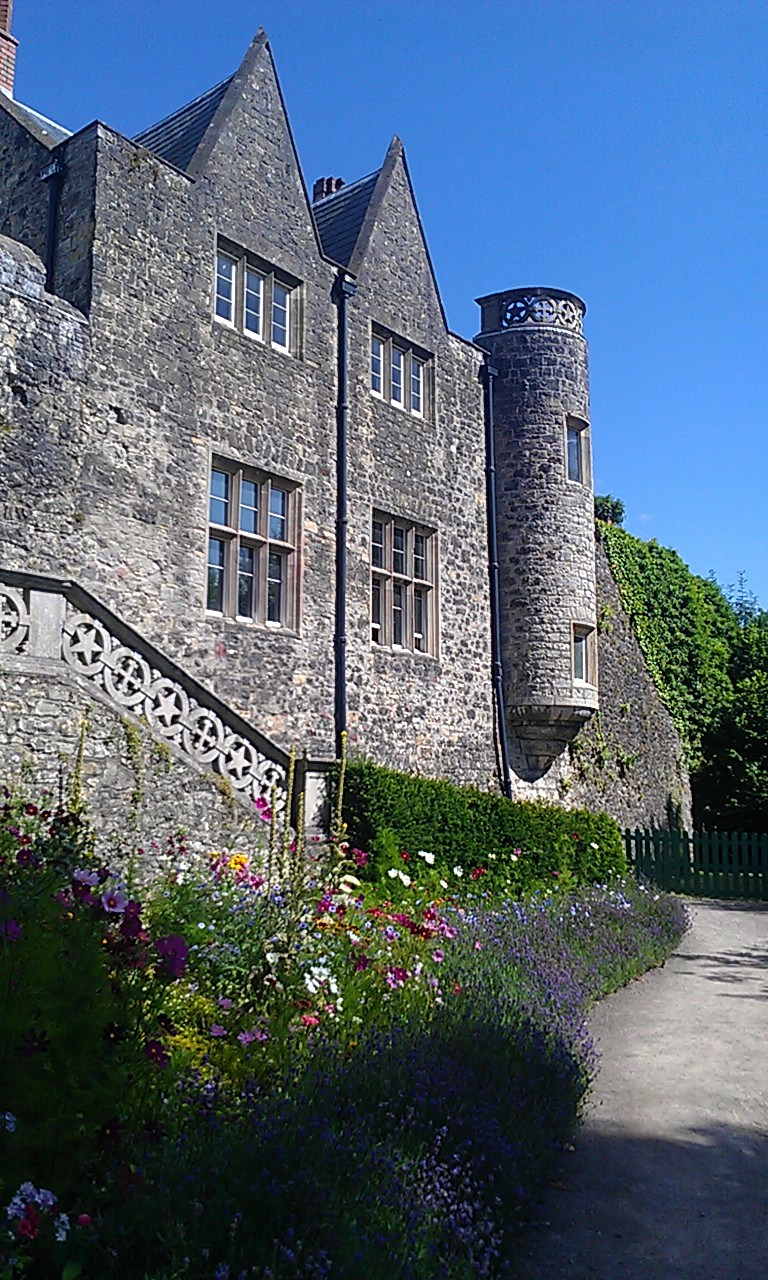
الجدار الغربي
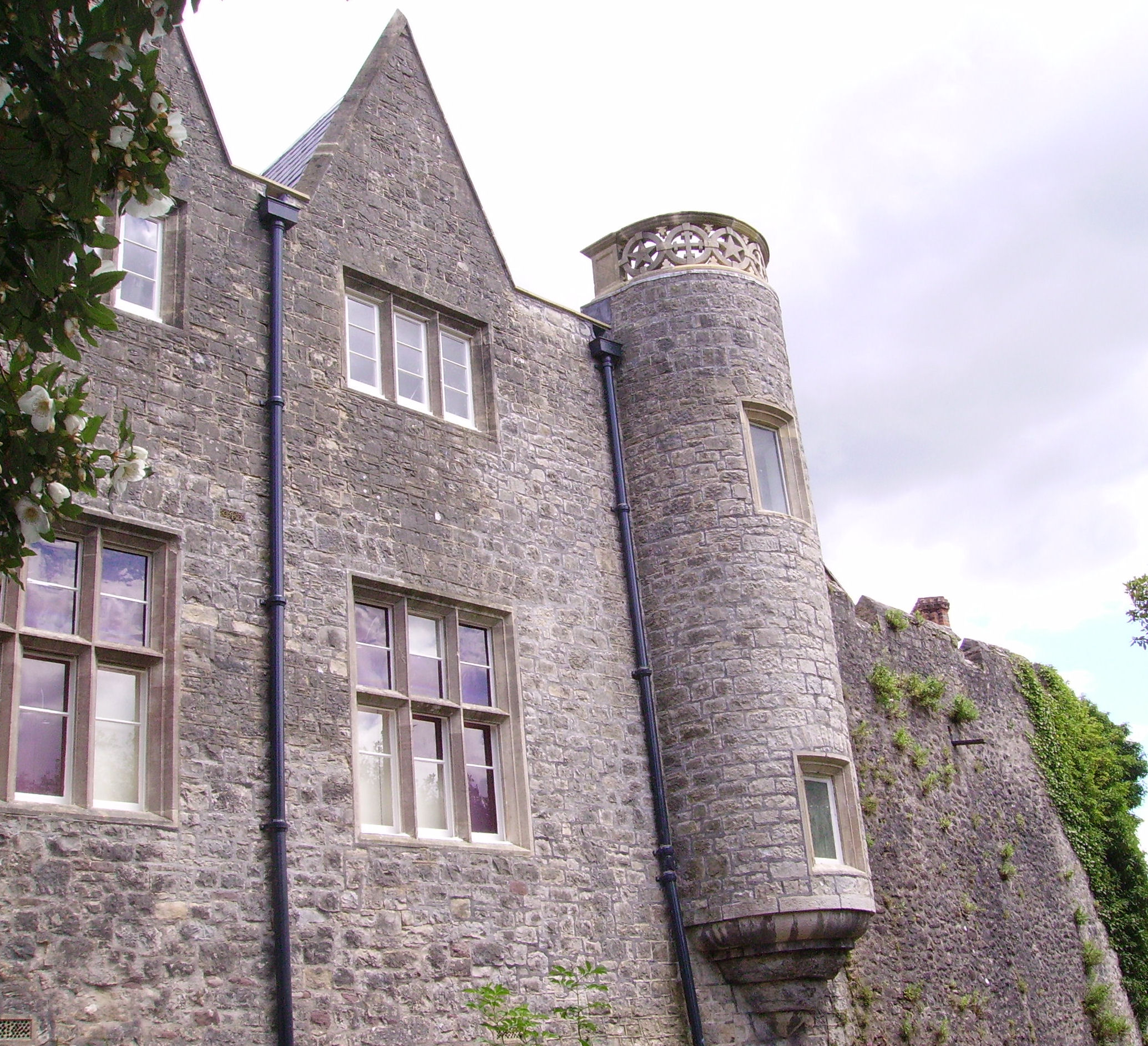
جزء من الجدار الغربي والتحصينات القديمة
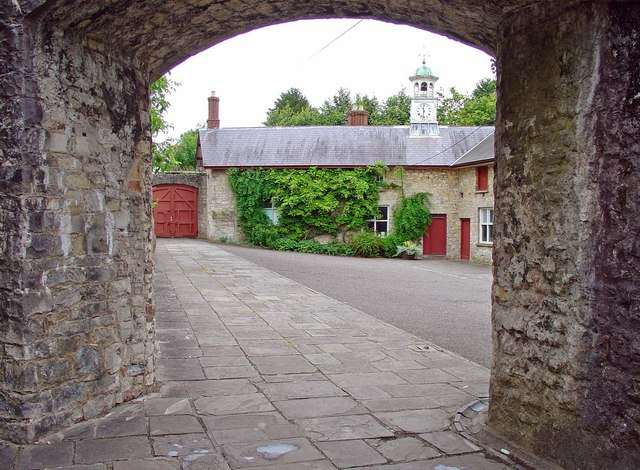
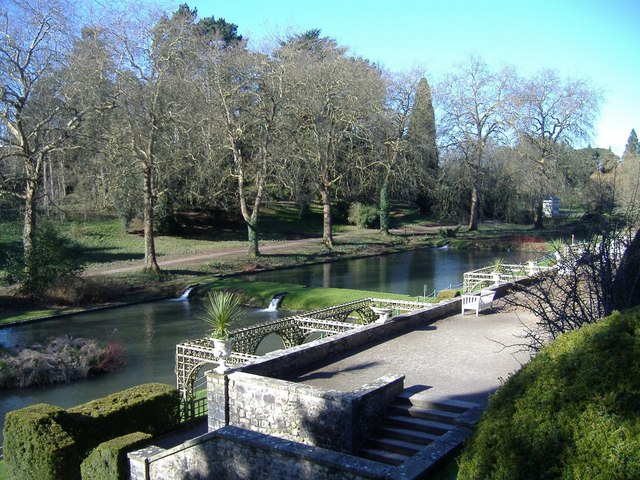
حدائق وبرك من القرون الوسطى